# Good Good Bye/Post moderno
Good good bye / Post moderno è il 10° singolo della cantautrice Giuni Russo, pubblicato, come prima matrice il 26 ottobre del 1982, per la casa discografica CGD.

## Good good bye
Good good bye è la canzone pubblicata sul lato a del singolo tratto dall'album Vox.
Il brano, insieme a Post moderno, sono gli unici, tratti dall'album Vox, con la collaborazione di Franco Battiato.
Il testo fu scritto da Franco Battiato e Francesco Messina, mentre la musica, sempre da Battiato e Giusto Pio, e con la partecipazione della stessa Giuni Russo e di Messina.

## Post moderno
Post moderno è la canzone pubblicata come lato b del singolo.
Il brano scritto da Franco Battiato, per il testo, mentre la musica, sempre da Battiato e Giusto Pio, e con la partecipazione della stessa Giuni Russo, di Maria Antonietta Sisini.

## Tracce
Lato A
1. Good good bye – 3:49 (Franco Battiato - Francesco Messina - Giuni Russo - Giusto Pio)

Lato B
1. Post moderno – 3:59 (Franco Battiato - Giuni Russo - Maria Antonietta Sisini - Giusto Pio)

## Crediti
- Produzione: Angelo Carrara e Alberto Radius;
- Realizzazione: Alberto Radius;
- Arrangiamenti: Giusto Pio;
- Copertina: Francesco Messina;
- Foto: Ilvio Gallo.